# الظفير (حجة)
الظفير هي إحدى قرى الجمهورية اليمنية. وهي تتبع جغرافيًا لمحافظة حجة. وإداريًا لمديرية مبين. يبلغ تعداد سكانها 980 نسمة حسب الإحصاء الذي جرى عام 2004.